# Pholcomma mantinum
Pholcomma mantinum là một loài nhện trong họ Theridiidae.
Loài này thuộc chi Pholcomma. Pholcomma mantinum được Herbert Walter Levi miêu tả năm 1964.